# Persona 3
Persona 3 (яп. ペルソナ3 Пэрусона Сури:), выпущенная за пределами Японии под названием Shin Megami Tensei: Persona 3, — японская ролевая игра, разработанная компанией Atlus, четвёртая в серии Persona, входящей в более обширную серию игр — Megami Tensei. Persona 3 была впервые издана Atlus в Японии в 2006 году для PlayStation 2. Расширенная и дополненная версия игры, названная Persona 3 FES, являющаяся в своём роде «режиссёрской», и содержащая в том числе и новый эпилог, была выпущена в 2007 году в Японии, а в 2008 и в остальном мире. Версия игры для PlayStation Portable, названная Persona 3 Portable, вышла 1 ноября 2009 года в Японии и 6 июля 2010 года в Северной Америке. В данной версии добавили возможность играть за персонажа женского пола, новые сюжетные элементы и музыку, а также новый интерфейс, разработанный специально для PSP.
В Persona 3 главным героем является школьник, который присоединяется к специализированному факультативному исполнительному отделению (англ. Specialized Extracurricular Execution Squad, SEES), группе учеников, исследующих «тёмный час», скрытое время, наступающее ровно в полночь между одним днём и следующим за ним. Во время тёмного часа игрок посещает Тартар, огромную башню, населённую «тенями», созданиями, питающимися разумом людей. Чтобы противостоять теням, каждый член SEES может призывать Персону, воплощение своего внутреннего «я». Одной из самых запоминающихся особенностей игры является метод, которым члены SEES высвобождают своих Персон: они стреляют себе в голову похожим на обычный пистолет «Вызывателем» (англ. Evoker, от англ. evoke — «пробуждать», «вызывать духов»). В дополнение к обычным для ролевых игр элементам Persona 3 содержит в себе ещё и элементы игр-симуляторов, так как главный герой развивается день за днём на протяжении всего учебного года, заводя друзей и развивая взаимоотношения с ними, что усиливает его Персон в сражениях. Издание игры для Северной Америки также включало в себя артбук и возможность выбора музыки из официального саундтрека.
Существуют официальные альбомы с музыкой из Persona 3, Persona 3 FES и Persona 3 Portable, а также альбом с музыкой всех игр серии Persona. Музыка из игры исполнялась в ходе двух концертов, посвящённых всей серии Persona. По Persona 3 была создана манга, различные радиопостановки. Отзывы критиков об игре Persona 3 были в основном положительными; обозревателям понравились социальные элементы игры, хотя бои и окружение слишком скучными и повторяющимися. Persona 3 FES представлялась, как игра, добавляющая логический конец к изначальной версии, хотя была раскритикована за отсутствие в эпилоге элементов симулятора. Потомок Persona 3, Persona 4, вышел в 2008 году.
В том же 2008 году в Японии увидел свет анимационный сериал Persona: Trinity Soul, действие которого разворачиваются спустя 10 лет после событий Persona 3. Согласно официальному фанбуку Persona 3 Portable, Trinity Soul считается неканоническим ответвлением серии, хотя мир и некоторые персонажи совпадают с Persona 3.
12 июня 2022 стало известно, что Persona 3 Portable выйдет на Xbox Series X/S, Xbox One и PC, вместе с Persona 4 Golden и Persona 5 Royal. 28 июня 2022 на Nintendo Direct Mini было сказано, что игры также выйдут на Nintendo Switch. Релиз состоялся 19 января 2023 года.
11 июня 2023 года на Xbox Showcase ATLUS анонсировали ремейк игры, Persona 3 Reload. Игру на английском языке озвучили новые актеры дубляжа. Релиз состоялся 2 февраля 2024 года для PlayStation 5, PlayStation 4, Xbox Series X/S, Xbox One и PC.

## Игровой процесс
Сочетая в себе элементы традиционной японской ролевой игры и симулятора, геймплей Persona 3 позволяет день за днём прожить жизнь протагониста Макото Юки (Минато Арисато в манге), посещающего школу и улучшающего свои отношения с другими героями. Каждый день разбит на несколько частей, таких как «Утро», «После школы» или «Вечер»; большинство действий доступны лишь в определённое время дня. Свободное время может быть потрачено на различные действия, такие как посещение спортивного клуба, просмотр фильма в кинотеатре, похода в кафе или общения с кем-либо для улучшения «социальной связи».
Социальные связи — узы дружбы, соединяющие героя с другими персонажами. Каждая такая связь ассоциируется с одной из старших аркан колоды Таро. У каждой такой связи своя история, начинающая с 1-го ранга; если проводить время с соответствующим персонажем, то история будет развиваться, увеличивая ранг связи. Улучшение социальных связей обычно требует соответствующих условий: навыков, очков дружбы или других социальных связей или вещей. При наличии Персоны соответствующей арканы уровень дружбы улучшается быстрее, хотя развитие социальных связей не является обязательным. В то же время, если долгое время не развивать связь, встречаться сразу с несколькими девушками или иногда выбор неправильного ответа может повлечь «переворот» арканы, из-за чего герой не сможет вызывать соответствующих Персон, пока не исправит отношения. В худшем случае, аркана может быть «разбита», что не позволит больше в течение игры вернуть её.
У героя есть 3 основных социальных характеристики: знания (англ. Academics), очарование (англ. Charm) и храбрость (англ. Courage), — все они могут быть улучшены разными действиями. Например, если заниматься дома после школы или ночью, то будут улучшены знания, правильные ответы в ходе уроков повысят очарование, а исполнение песен в караоке ночью — храбрость. Некоторые социальные связи нельзя начать развивать, пока характеристика не достигнет определённого значения.
Ночью герой может посетить Тартар, основное «подземелье» Persona 3. Тартар — это башня, состоящая из более 250 этажей, разделённых на несколько «блоков». Этажи Тартара генерируются случайным образом. На каждом из них располагаются чемоданы с вещами или полезными предметами, враги, лестницу на следующий уровень и телепорт на 1-й этаж. На определённых этажах находятся мини-боссы, которых необходимо победить перед тем, как можно будет продолжить путь, или баррикады, которые нельзя обойти, пока не продвинется сюжетная линия. Чтобы сражаться с тенями, игрок может взять с собой в Тартар до трёх членов SEES, не считая самого героя и зафиксированного игрой персонажа, не вступающего в бой, а только информирующего героя о происходящем. При продолжительном участии в битвах состояние персонажей ухудшается. «Уставший» или «заболевший» персонаж будет хуже сражаться и ему потребуется время вне Тартара, чтобы восстановиться для участия в следующих битвах. В полночь каждого полнолуния наступает важный сюжетный момент, обычно сопровождаемый битвой с боссом.

### Боевая система
В ходе исследования Тартара игрок сталкивается со множеством блуждающих по этажам теней. Когда персонаж игрока сталкивается с тенью или поражает её из своего оружия, игра переключается в боевой режим. Бои проходят пошагово, что означает, что и персонажу и его противникам приходится ждать своей очереди для проведения атаки. Игрок может управлять лишь действиями главного героя, другим членам своей команды можно лишь указать стиль поведения через меню «тактик». Каждый персонаж может атаковать просто своим оружием, использовать специальный физический или магический навык, вызвав свою Персону, либо воспользоваться вспомогательными зельями из инвентаря. Атакующие навыки делятся по типу наносимого урона, например, «режущий», «огненный», «ледяной» или «тёмный». Противники, так же как и союзники, имеют свой набор слабых и сильных сторон; удар по слабому месту сбивает с ног. Это позволяет атакующему провести ещё одну атаку вне очереди, а сбитый с ног противник должен будет потратить ход, чтобы подняться. Если все находящиеся на экране противники одновременно сбиты с ног, игрок может скомандовать «Решительное наступление» (англ. All-Out Attack), благодаря которому вся команда героев одновременно атакует врагов, создав большой клуб дыма в духе комиксов и нанеся высокий урон по всем противникам.

### Персоны
Каждый член SEES владеет Персоной, которую может вызывать в ходе битвы. У каждой Персоны свой набор сильных и слабых сторон, так же как и свой уникальный набор способностей. Так же каждая Персона связана с одним из старших аркан, 22 «козырей» колоды Таро. После каждой битвы Персоны получают очки опыта, в результате чего иногда повышают свой уровень, увеличивая свою силу и получая новые способности. Главный герой обладает уникальной среди других персонажей способностью, так как он способен призывать разных Персон. Переключаясь между ними в бою, он может использовать много больше способностей. К тому же, он единственный персонаж, способный входить в Бархатную комнату, в которой можно комбинировать различных Персон, чтобы создать новую более мощную. Новая Персона унаследует некоторые способности от тех, из кого создавалась; к тому же, она получит бонусный опыт, зависящий от ранга «социальной связи» (англ. Social Link) соответствующей Персоне арканы. При комбинировании Персон игрок ограничен уровнем персонажа; можно создать Персон, которые максимум равны персонажу по уровню. Также существует Компендиум Персон (англ. Persona Compendium), содержащий всех когда-либо имевшихся у героев Персон; благодаря ему за деньги можно получить любую старую Персону.

## Сюжет

### Мир игры
Действия игры имеют место в 2009 году в японском городе под названием Иватодай (яп. 巖戸台), основанном и построенном корпорацией Киридзё. Проводимые 10 лет назад эксперимент привели к появлению «тёмного часа», времени между одним днём и следующим. В ходе этого времени большинство людей оказываются спящими в своих гробах, где им ничего не угрожает; но в то же время есть и небольшая группа людей, которые могут продолжать передвигаться в это время. Тёмный час изменяет реальность; старшая школа Гэккокан, которую посещает большинство персонажей, становится ночью громадным лабиринтом — Тартаром, а существа, известные как «тени» наводняют улицы, похищая разум тех, кто остался в сознании. Их жертвы вне тёмного часа оказываются в состоянии практически полного оцепенения. Для исследования всего, что связано с тенями, тёмным часом и Тартаром было создано «Специализированное факультативное исполнительное отделение» (англ. Specialized Extracurricular Execution Squad), сокращённо SEES. SEES — это группа старшеклассников, способных вызывать существа, известные как Персоны, чтобы сражаться с тенями. Руководство по игре Persona 3 описывает теней, как «вторую душу, спрятанную глубоко в сердце человека. Это полностью отличная личность, которая проявляется, когда человек сталкивается с чем-либо не из этого мира.». Своих Персон обычно призывают, выстреливая в голову из похожего на пистолет «Вызывателя».

### Персонажи
Главный герой Persona 3 — тихий и спокойный школьник. В P3P есть возможность выбрать пол персонажа. Он подросток, сирота, через 10 лет после смерти родителей вернувшийся в родной город и поступивший в старшую школу Гэккокан. Узнав о своей способности вызывать Персон, он присоединился к SEES, состоящему из учащихся той же школы: Юкари Такэба, популярной жизнерадостной девушки; Акихико Санада, хладнокровному и собранному старшекласснику, возглавляющему школьную боксёрскую команду; и Мицуру Киридзё, старосте школы и дочери главы компании Kirijo Group, обеспечивающей информацию по ходу битвы. В ходе игры в SEES вступают: Дзюмпэй Иори, школьный клоун и лучший друг главного героя; Фука Ямагиси, скромная девушка, сменяющая Мицуру в поддержке; Айгис, девушка-андроид, созданная Kirijo Group для битв с тенями; Кэн Амада, ещё учащийся в средней школе, чью маму убил один из умеющих управлять Персонами; Коромару, пёс, способный вызывать Персону, и Синдзиро Арагаки, проблемный подросток, покинувший SEES из-за предыдущих событий и близкий друг Акихико с детства.

### История
Сюжет Persona 3 начинается с переводом главного героя в старшую школу Гэккокан и переездом в общежитие в городе. После того, как он узнаёт о своей способности вызывать Персон, его приглашают присоединиться к SEES, а позже выбирают лидером, который и поведёт их в бой. Со временем к SEES присоединяются другие ученики этой школы: Дзюмпэй, только узнавший о своей способности вызывать Персону; Акихико, повредивший в начале руку из-за чего не мог сражаться; и Фука, сменившая Мицуру в качестве координатора команды. После пробуждения своих способностей главный герой переносится в Бархатную комнату, которую её владелец, Игорь, называет местом между «сном и реальностью». Игорь объясняет герою, что его способность уникальна: он единственный из SEES способен призывать разных Персон в бою. В игре Бархатная комната служит местом, где игрок может скомбинировать карты для получения новых, более мощных Персон. Игорь так же советует герою знакомиться с окружающими и укреплять социальные связи с ними. Согласно словам Игоря, сила социальных связей определяет потенциал героя в бою.
В ночи полнолуния город атакуют тени более могущественные, чем живущие в Тартаре. После нескольких подобных случаев Мицуру вынуждена открыть правду всей команде о происхождении Тартара и тёмного часа. 10 лет назад, Kirijo Group, исследовательская компания, основанная дедом Мицуру, начала собирать и хранить тени. Они изучали их и производили эксперименты над ними, чтобы научиться управлять их силой. Но эксперименты пошли не так, как задумывалось, что позволило теням сбежать и собраться в 12 более крупных существ. Каждое из них связано с одной из старших аркан. Лидер SEES, Сюдзи Икуцуки, сообщил всем, что если они победят все 12 этих теней, Тартар и тёмный час исчезнут навсегда.

## Разработка и дизайн
В марте 2006 года в японском игровом журнале Famitsū была опубликована первая информация по игре. Кроме анонса даты выхода японской версии — 13 июля, 3-страничная статья содержала обзор игры, рассказывающий о системе боя и о социальных связях (в японской версии — «общество»). Кроме того, там находились анкеты трёх персонажей: главного героя, Дзюмпэя и Юкари, — и их Персон: соответственно, Орфея, Гермеса и Ио.
В ходе локализации Persona 3 для англоговорящих стран были убраны японские именные суффиксы, использовавшиеся героями в оригинале. По словам редактора текста и локализатора Atlus Нича Марагоса, их использование добавляло очень многое тексту. В интервью с RPGamer редактор проекта Ю Намба рассказал, что часть японских шуток, бывших бы совершенно непонятными для представителей западной культуры, были заменены на шутки, которые как минимум в чём-то соответствовали оригиналу.
В интервью с журналом Play руководитель проекта Persona 3 Кацура Хасино рассказал, почему было решено использовать для спутников главного героя в бою искусственный интеллект: «Думаю, гораздо забавнее, когда спутников контролирует компьютер, таким образом отчётливо заметны характеристики и характеры каждого из них. По этому поводу не было никаких возражений среди команды разработчиков.» Также он отметил, что такой подход не был хорошо принят игроками. В отличие от предыдущих игр серий Persona или Megami Tensei в Persona 3 не была включена возможность переговоров, позволявших игрокам разговаривать с противниками во время боя, чтобы уговорить присоединиться к своей команде или получить от них полезные предметы или деньги. В то же время, социальные элементы Persona 3 (и её последователя Shin Megami Tensei: Persona 4) были сочтены разработчиками эквивалентными системе переговоров. Марагос сообщил в интервью 1UP.com, что «переговоры не ушли… [они] всё ещё влияют на комбинирование Персон; это всё ещё важная часть игры. Мне они кажутся замаскированными, но всё же они всё ещё здесь есть».

### Музыка
Саундтрек к Persona 3 был полностью написан Сёдзи Мэгуро за исключением «Adventured act», созданным Ёсукэ Уда. Он был выпущен на двух дисках 19 июля 2006 года студией Aniplex в Японии. Выборка треков вышла в составе североамериканской версии Persona 3. Альбом Burn My Dread -Reincarnation: Persona 3- был выпущен в Японии 18 апреля 2007 года опять же студией Aniplex. Он содержит 11 аранжировок треков Persona 3 и расширенную версию песни «Burn My Dread.» Композиции Reincarnation были созданы Сёдзи Мэгуро. Мэгуро сообщал, что участие в разработке Persona 3 стало первой возможностью для него полностью выразить себя в музыке к игре. Ранее ограничения PlayStation заставляли его писать музыку в диапазоне 100—200 килобайт, из-за чего музыка звучала «слишком скучно». Переход на PlayStation 2 позволил использовать музыкальный поток в реальном времени. Мэгуро счёл это «моментом, с которого он может творить свою музыку, не идя ни на какие компромиссы».
Мэгуро также написал новые композиции к Persona 3: FES. Выпущенный 2 мая 2007 года в Японии студией Aniplex альбом содержал оригинальные композиции FES и аранжировки композиций из более ранних игр серии Persona. «The Snow Queen», созданная Кэнъити Цутия, — ремикс темы из Revelations: Persona. «Maya’s Theme», также созданная им, и «Time Castle», написанная Тосико Тасаки, — ремиксы треков из Persona 2. Persona 3 Portable содержит новую фоновую музыку, которую можно услышать только если игрок выберет в качестве главного героя женского персонажа. Официальный саундтрек к игре был выпущен в Японии студией Aniplex 25 ноября 2009 года.
Музыка из серии игр Persona исполнялась на двух концертах, организованных Aniplex. Первый, Persona Music Live: Velvet Room in Akasaka Blitz, проходил в Акасаке, Токио 22 августа 2008 года. Во время него звучала музыка из Persona 3, Persona 3: FES, Persona 4 и аниме-сериала Persona: Trinity Soul. В основном звучали композиции Persona 4, на тот момент последней вышедшей в Японии. Aniplex выпустила DVD-диск с записью концерта в сентябре 2009 года. Второй, Live in Velvet Room, проходил в Вел Сити Отеле в Синдзюку, Токио в сентябре 2009 года. На концерте звучала музыка из Persona 3, Persona 4 и двух ремейков для PlayStation Portable: Shin Megami Tensei: Persona — ремейк первой игры серии Revelations: Persona — и Persona 3 Portable.
| №   | Название                              | Длительность |
| --- | ------------------------------------- | ------------ |
| 1.  | «Burn My Dread»                       | 1:37         |
| 2.  | «Aria of the Soul»                    | 5:41         |
| 3.  | «Want to be Close»                    | 2:35         |
| 4.  | «Shadow»                              | 2:44         |
| 5.  | «Unavoidable Battle»                  | 2:55         |
| 6.  | «When the Moon Reaches for the Stars» | 2:36         |
| 7.  | «Iwatodai Dorm»                       | 2:32         |
| 8.  | «Mass Destruction»                    | 3:30         |
| 9.  | «Deep Breath»                         | 2:23         |
| 10. | «Master of Shadow»                    | 2:36         |
| 11. | «Changing Seasons»                    | 3:00         |
| 12. | «Basement»                            | 3:05         |
| 13. | «Living with Determination»           | 3:08         |
| 14. | «Memories of the City»                | 2:47         |
| 15. | «Battle Hymn of the Soul»             | 5:34         |
| 16. | «Burn My Dread -Last Battle-»         | 3:50         |
| 17. | «Enduring Bonds»                      | 1:12         |
| 18. | «Kimi no Kioku»                       | 6:04         |

| №   | Название                             | Длительность |
| --- | ------------------------------------ | ------------ |
| 1.  | «Burn My Dread»                      | 1:37         |
| 2.  | «Poem of Everyone's Souls»           | 5:41         |
| 3.  | «The Beginning»                      | 0:20         |
| 4.  | «This Mysterious Feeling»            | 2:22         |
| 5.  | «Want To Be Close»                   | 2:33         |
| 6.  | «Troubled»                           | 2:43         |
| 7.  | «Crisis»                             | 1:18         |
| 8.  | «Shadow»                             | 2:44         |
| 9.  | «Persona Invocation»                 | 0:44         |
| 10. | «Unavoidable Battle»                 | 2:53         |
| 11. | «Tranquility»                        | 1:32         |
| 12. | «When The Moon's Reaching Out Stars» | 2:36         |
| 13. | «Iwatodai Dorm»                      | 2:31         |
| 14. | «The Voice Someone Calls»            | 1:07         |
| 15. | «tartarus_0d01»                      | 1:34         |
| 16. | «Mass Destruction»                   | 3:29         |
| 17. | «After the Battle»                   | 0:57         |
| 18. | «p3ct004_01»                         | 0:59         |
| 19. | «Deep Breath Deep Breath»            | 2:21         |
| 20. | «Master of Shadow»                   | 2:35         |
| 21. | «Polonian Mall»                      | 1:38         |
| 22. | «tartarus_0d02»                      | 1:10         |
| 23. | «An Unpleasant Premonition»          | 1:04         |
| 24. | «Fearful Experience»                 | 1:52         |
| 25. | «Calamity»                           | 1:32         |
| 26. | «During the Test...»                 | 2:50         |
| 27. | «Adventured act:»                    | 1:23         |
| 28. | «Joy»                                | 2:50         |
| 29. | «tartarus_0d03»                      | 2:24         |
| 30. | «A Deep Mentality»                   | 2:53         |
| 31. | «The Path is Open»                   | 1:40         |
| 32. | «The Path Was Closed»                | 0:30         |

| №   | Название                                            | Длительность |
| --- | --------------------------------------------------- | ------------ |
| 1.  | «Changing Seasons»                                  | 2:59         |
| 2.  | «Basement»                                          | 3:04         |
| 3.  | «Master of Tartarus»                                | 3:31         |
| 4.  | «Just Like This...»                                 | 1:25         |
| 5.  | «Living With Determination»                         | 3:05         |
| 6.  | «tartarus_0d04»                                     | 3:34         |
| 7.  | «Kyoto»                                             | 1:06         |
| 8.  | «Afternoon Break»                                   | 2:22         |
| 9.  | «Jika Net Tanaka»                                   | 1:14         |
| 10. | «tartarus_0d05»                                     | 3:35         |
| 11. | «Memories of 10 Years Ago»                          | 1:12         |
| 12. | «Mistic»                                            | 3:15         |
| 13. | «The Power of the Heart»                            | 2:03         |
| 14. | «Memories of the City»                              | 2:42         |
| 15. | «Memories of the School»                            | 1:55         |
| 16. | «Living With Determination -Iwatodai Dorm Arrange-» | 2:32         |
| 17. | «tartarus_0d06»                                     | 3:44         |
| 18. | «That Which Escaped the Darkness»                   | 1:35         |
| 19. | «Battle Hymn of the Soul»                           | 5:34         |
| 20. | «Nyx»                                               | 1:41         |
| 21. | «Determination»                                     | 1:44         |
| 22. | «Burn My Dread -Last Battle-»                       | 3:48         |
| 23. | «Bonds»                                             | 1:10         |
| 24. | «Because I Will Protect You»                        | 0:27         |
| 25. | «Memories of You»                                   | 6:09         |
| 26. | «Blues in Velvet Room»                              | 3:15         |

| №   | Название                             | Длительность |
| --- | ------------------------------------ | ------------ |
| 1.  | «Burn My Dread»                      | 4:28         |
| 2.  | «Changing Seasons»                   | 5:41         |
| 3.  | «Want To Be Close»                   | 4:51         |
| 4.  | «When The Moon's Reaching Out Stars» | 4:50         |
| 5.  | «Unavoidable Battle»                 | 4:31         |
| 6.  | «Poem of Everyone's Souls»           | 6:17         |
| 7.  | «Burn My Dread -Last Battle-»        | 5:09         |
| 8.  | «Deep Breath Deep Breath»            | 5:22         |
| 9.  | «Battle of Everyone's Souls»         | 5:33         |
| 10. | «Living With Determination»          | 3:56         |
| 11. | «Mass Destruction»                   | 5:02         |
| 12. | «Memories of You ~Orchestra ver.~»   | 5:40         |

| №   | Название                            | Длительность |
| --- | ----------------------------------- | ------------ |
| 1.  | «P3 fes»                            | 1:29         |
| 2.  | «Brand New Days -The Beginning-»    | 1:45         |
| 3.  | «Opening Act»                       | 1:03         |
| 4.  | «3/31»                              | 2:35         |
| 5.  | «Blind Alley»                       | 2:43         |
| 6.  | «Interstice of Time»                | 10:35        |
| 7.  | «Mass Destruction -P3 fes version-» | 3:14         |
| 8.  | «The Snow Queen»                    | 4:00         |
| 9.  | «Maya Theme»                        | 2:53         |
| 10. | «Between Doors»                     | 2:12         |
| 11. | «Their Own Past»                    | 2:22         |
| 12. | «Heartful Cry»                      | 4:01         |
| 13. | «Persona»                           | 3:39         |
| 14. | «Time Castle»                       | 3:28         |
| 15. | «Seal»                              | 2:00         |
| 16. | «Darkness»                          | 3:15         |
| 17. | «Brand New Days»                    | 5:50         |

| №   | Название                                    | Длительность |
| --- | ------------------------------------------- | ------------ |
| 1.  | «Soul Phrase»                               | 1:34         |
| 2.  | «A Way of Life»                             | 2:20         |
| 3.  | «放課後»                                    | 2:18         |
| 4.  | «Time»                                      | 2:48         |
| 5.  | «Wiping All Out»                            | 2:39         |
| 6.  | «Sun»                                       | 2:14         |
| 7.  | «やさしい気持ち»                            | 2:08         |
| 8.  | «Danger Zone»                               | 2:51         |
| 9.  | «Soul Phrase -long ver.-»                   | 2:58         |
| 10. | «A Way of Life -Deep inside my mind Remix-» | 3:49         |

| №   | Название                              | Длительность |
| --- | ------------------------------------- | ------------ |
| 1.  | «Battle Hymn of the Soul»             | 3:15         |
| 2.  | «Pursuing My True Self»               | 3:12         |
| 3.  | «Signs Of Love»                       | 1:35         |
| 4.  | «Heatbeat, Heatbreak»                 | 1:04         |
| 5.  | «Your Affection»                      | 3:24         |
| 6.  | «Unavoidable Battle»                  | 4:46         |
| 7.  | «Burn My Dread»                       | 5:33         |
| 8.  | «When The Moon Reaches For the Stars» | 2:19         |
| 9.  | «Want To Be Close»                    | 1:19         |
| 10. | «Mellow Dream»                        | 2:38         |
| 11. | «Reverse the Destiny»                 | 4:17         |
| 12. | «Mass Destruction»                    | 5:05         |
| 13. | «Deep Breath»                         | 5:02         |
| 14. | «Breakin' Through»                    | 5:27         |
| 15. | «Suicide's Love Story»                | 6:45         |
| 16. | «The Almighty»                        | 6:48         |
| 17. | «Never More»                          | 7:10         |
| 18. | «Heartful Cry»                        | 2:36         |
| 19. | «Soul Drive»                          | 4:20         |
| 20. | «Burn My Dread -Last Battle-»         | 5:01         |
| 21. | «Heaven»                              | 4:20         |
| 22. | «Found Me»                            | 4:45         |
| 23. | «Reach Out To The Truth»              | 5:42         |
| 24. | «Memories of You»                     | 6:11         |

| №  | Название                  | Длительность |
| -- | ------------------------- | ------------ |
| 1. | «Battle Hymn of the Soul» | 3:20         |
| 2. | «Pursuing My True Self»   | 1:31         |
| 3. | «Burn My Dread»           | 4:18         |
| 4. | «Mass Destruction»        | 3:04         |

## Издания
Североамериканское издание Persona 3, выходившее как коллекционное, кроме игры включало в себя диск с музыкой из неё и 52-страничный графический альбом. Изначально выход игры планировался 24 июля 2007 года, но у Atlus возникли проблемы с выпуском артбука за несколько дней до назначенной даты. Решив не выпускать игру без альбома, компания предпочла отложить выход на три недели, назначив его на 14 августа. Atlus опубликовал пресс-релиз, в котором объясняли, что задержка вызвана желанием сохранить качество версии, которое было бы существенно хуже, выбери они другой вариант. Persona 3 FES изначально выходила в двух изданиях: «Regular Edition», содержащем два диска, на которых находилась «режиссёрская» версия оригинальной игры и дополнительный эпилог, и «Append Edition», содержащее только один диск с эпилогом. Persona 3 и её расширение вышли в Японии 19 апреля 2007 года. На тот момент Atlus не сообщал о планах публикации FES за пределами Японии. Сообщения не появлялось до февраля 2008 года, когда была названа дата выхода — 22 апреля 2008 года.
Persona 3 Portable была выпущена как отдельная игра и как часть набора, включающего в себя футболку и настольный календарь. Отдельно игра распространялась за 6 279 йен (2009,28 руб.), тогда как набор (именовавшийся как Persona 3 Portable DX) за 8 495 йен (2718,4 руб.). В первый месяц после выхода было продано более 158 000 копий Persona 3 Portable. При выходе в Северной Америке в качестве бонуса за предзаказ Persona 3 Portable Atlus предложил кепку Дзюмпэя.

### Persona 3 FES
Shin Megami Tensei: Persona 3 FES (яп. ペルソナ3フェス) — дополнительный диск к Persona 3, содержащий новые предметы/Персоны и т. д. к оригинальной игре, а также новый эпилог, в котором игрок играет за Айгис. Релиз FES в Японии состоялся 19 апреля 2007 года, как отдельной игрой, так и как «режиссёрской версией» Persona 3. Объединённое издание было издано в Северной Америке Atlus U.S.A. 22 апреля 2008 года, а в Европе — Koei 17 октября 2008 года. По словам создателя игры Кацуры Хасино аббревиатура «Fes» на самом деле сокращение от «festival». Игрокам оригинальной версии была предложена возможность переноса части данных из её сохранённой игры оригинальной версии, такой как компендиума, социальных показателей и вещи за максимальные социальные связи.
Кроме добавления новых предметов к основной игре, называемой в английском издании «Путешествие» (англ. The Journey), а в японской — «Сюжет о себе», был включён новый эпилог «Ответ» (англ. The Answer), или «Сюжет об Аэгис» в японском варианте. Основной геймплей «Ответа» похож на «Путешествие», но была убрана система социальных связей и героине не приходится посещать школу.

### Persona 3 Portable
Shin Megami Tensei: Persona 3 Portable (яп. ペルソナ3 ポータブル) — ремейк Persona 3 для PlayStation Portable, вышедший в Японии 1 ноября 2009 года, в США — 6 июля 2010 года, а в конце апреля 2011 года и в Европе. В этой версии появилась возможность выбрать пол главного героя. Выбор женского персонажа немного меняет часть игры: меняется дизайн первой Персоны героя, Орфея, на более женственный вариант; ассистентом Игоря в Бархатной комнате вместо Элизабет становится новый персонаж, ей эквивалентный, — Теодор. Также выбор пола влияет на некоторые детали социальных связей. Кроме появления возможности игры за главную героиню, были добавлены два новых уровня сложности к старым трём. Persona 3 Portable включает в себя только сюжет оригинальной версии Persona 3; хотя в сюжет были внесены существенные изменения, зависящие от выбора персонажа.
В этой версии нашли отражение элементы, добавленные только в следующей за Persona 3 игре серии, Persona 4. В бою игрок может напрямую управлять всеми персонажами, либо использовать игровой искусственный интеллект. Появилась возможность защищать союзников в бою, так что члены команды могут принимать на себя смертельные удары, предназначенные главному герою. Вне Тартара вместо непосредственного управления героем игрок просто перемещает курсор по экрану, взаимодействуя с персонажами или предметами. Звук в игре остался из оригинальной версии, но персонажей теперь нельзя видеть на текущей сцене, они появляются лишь как портреты. Кроме того, анимационные врезки из оригинальной Persona 3 были заменены на внутриигровые. Сёдзи Мэгуро создал музыку для новой Persona 3 Portable; некоторая фоновая музыка будет различаться, если выбран женский персонаж. Кроме того были добавлены камео персонажей Persona 4, в том числе Юкико Амаги, одной из героинь Persona 4. Кроме того, в игре есть камео Винсента, звезды другой игры этой команды разработчиков — Catherine.

## Критика
| Сводный рейтинг       | Сводный рейтинг     | Сводный рейтинг     |
| Издание               | Оценка              | Оценка              |
| Издание               | PS2                 | PSP                 |
| --------------------- | ------------------- | ------------------- |
| GameRankings          | 87,36 %             | 90,77 %             |
| Metacritic            | 86/100 (52 обзора)  | 91/100 (31 reviews) |
| Иноязычные издания    |                     |                     |
| Издание               | Оценка              | Оценка              |
| Издание               | PS2                 | PSP                 |
| 1UP.com               | A-                  | N/A                 |
| Famitsu               | 33/40               | 32/40               |
| GameSpot              | 8,5/10              | N/A                 |
| GameSpy               | [ 64 ]              | N/A                 |
| GamesRadar+           | 9/10                | N/A                 |
| GameTrailers          | 9/10                | N/A                 |
| IGN                   | 8,3                 | N/A                 |
| Play (UK)             | 9,5/10              | N/A                 |
| GameStats             | 9,0/10 (35 обзоров) | 9,0/10 (26 обзоров) |
| Русскоязычные издания |                     |                     |
| Издание               | Оценка              | Оценка              |
| Издание               | PS2                 | PSP                 |
| Gameplay              | 4,5/5 (P3)          | N/A                 |
| Награды               |                     |                     |
| Издание               | Награда             | Награда             |
| Famitsu               | RPG of the Year     | RPG of the Year     |
| GameSpot              | RPG of the Year     | RPG of the Year     |
| GameSpy               | PS2 RPG of the Year | PS2 RPG of the Year |
| RPGamer               | RPG of the Decade   | RPG of the Decade   |
| RPGFan                | RPG of the Year     | RPG of the Year     |

| Сводный рейтинг    | Сводный рейтинг     |
| Агрегатор          | Оценка              |
| ------------------ | ------------------- |
| GameRankings       | 87,80 %             |
| Metacritic         | 89/100 (25 reviews) |
| Иноязычные издания |                     |
| Издание            | Оценка              |
| 1UP.com            | A                   |
| Game Informer      | 8,5/10              |
| GameSpot           | 8.5/10              |
| GameSpy            | [ 80 ]              |
| IGN                | 8.8                 |
| GameStats          | 8,9/10 (23 обзора)  |

С момента выпуска игры большинство обзоров Persona 3 были положительными, так что оценка на Metacritic составила 86. Шейн Беттенхаусен с 1UP.com назвал игру «освежающим новым творением на основе концепции серии MegaTen [Megami Tensei]» и «лучшей RPG, вышедшей на PS2 в этом году». Он превозносил «превосходный» искусственный интеллект, управляющий напарника главного героя в бою, благодаря которому была создана самая быстрая и динамичная система боя за всю серию на тот момент. Это мнение разделили и другие обозреватели: Эрик Паттерсон из журнала Play назвал персонажей довольно сообразительными в бою; к тому же, Паттерсон подчеркнул, что подобный подход усиливает ощущение, что каждый персонаж не просто набор спрайтов на экране, а настоящий герой в настоящем мире. В то же время Джефф Хайнс с сайта IGN раскритиковал эту систему, находя, что временами из-за неё может погибнуть главный герой, что приводит к концу игры.
Сайт GameTrailers дал игре оценку 9.0, назвав её «редкой сверхъестественной и изысканной» и прокомментировал, что поклонники жанра компьютерных ролевых игр не должны пропустить её. Патрик Джойнт с сайта GameSpy превозносит социальные элементы в игре, называя систему социальных связей просто безумно обворожительной. Предполагая всё же, что элементы симулятора станут самой большой помехой в игре для фанатов RPG и игр серии Megami Tensei, в своём обзоре он пишет, что не может не прочувствовать, насколько хорошо они сделаны. Хейди Кемпс, обозреватель GamesRadar, нашла подростковые элементы в сюжете «освежающими» по сравнению с другими играми жанра, так как они затрагивают всю «социальную неуклюжесть, обычную для того периода жизни». Паттерсон хвалил разработчика за то, какой крайне интересной они сделали жизнь обычного японского старшеклассника. Джонатан Хант с канала G4 назвал структуру игры, в которой игрок следует за персонажем день-за-днём, одновременно «и благословением, и проклятием». В ожидании, что произойдёт или с кем удастся встретиться на следующий день, посещение единственного «подземелья» не всегда привлекает. Схоже, Джо Джуба с Game Informer нашёл игровое окружение слабым, так как «большая часть игры проходит в одной большой башне Тартаре». В своём обзоре он также отмечает, что для многих иностранных игроков станет проблемой связь с предыдущими играми серии Megami Tensei. «Если вам ничего неизвестно о слиянии Персон, или даже просто то, что „буфу“ означает ледяную атаку, то придётся вникать по ходу.».
Persona 3: FES заработала общую оценку 89 на сайте Metacritic, немного выше, чем оригинальная версия Persona 3. Сюжет The Answer добавлял в игру «необходимый конец к истории» из The Journey, как охарактеризовал его Шейн Беттенхаусен. Кевин VanOrd назвал FES «удивительно улучшенной версией к уже и так великолепной RPG»; в своём обзоре, он рекомендовал игру новым игрокам и тем, кто уже успел пройти оригинальную версию. Механика дополнения The Answer некоторыми обозревателями была раскритикована за отсутствие социальных элементов. VanOrd определил новую главу, как «менее интересную» из-за этого. Джефф Хайнс прокомментировал изменения, как возвращение к классическим RPG, ориентированным на бои и прокачивание персонажей, а не на то, что в первую очередь сделало Persona 3 такой интригующей. Обзоры GameSpy и IGN повторно указали на все недостатки изначальной игры, такие как невозможность напрямую управлять союзниками в бою.
Несмотря на то, что некоторые обозреватели, такие как IGN, раскритиковали Persona 3 Portable за «потерю части лоска», эта версия была принята лучше всех, заработав 91 из 100 на Metacritic, что сделало её второй игрой в рейтинге для PSP на этом сайте. Она превозносилась за то, что несмотря на уже два существующих издания, игру стоило пройти ещё раз. Похожие отзывы были и на других сайтах, таких как GamesRadar, IGN, 1UP.com и GamePro. Игра получила 32/40 очков от Famitsū; один из обозревателей отметил, что в игру было внесено «достаточно изменений в социальные связи, чтобы её стоило переиграть даже старым игрокам», а на сайтах Destructoid и GamePro игра получила идеальные оценки. GameTrailers номинировал её на свою награды «Лучшая игра для PSP», но она проиграла God of War: Ghost of Sparta, и «Лучшая RPG», уступив Mass Effect 2. Три сайта, специализирующихся на обзорах RPG, присвоили ей титулы: «Лучшее переиздание» (RPGamer), «Лучшая традиционная RPG на портативных платформах» (RPGFan), и «Лучший перенос на новую платформу» (RPGLand).
Шейн Беттенхаусен посчитал появление в сюжете «Вызывателей» шокирующим шагом, но чувствовал, что их включение создало острое чувство соответствия общему тёмному тону игры. Схоже Джо Джуба посчитал концепцию идеально подходящей общей атмосфере игры. Джефф Хайнс нашёл анимацию персонажей, использующих «Вызывателей», одновременно интригующей и шокирующей. В обзоре Persona 3 для GameSpot Кевин VanOrd прокомментировал, что использование «Вызывателей» «никогда не надоедает и никогда не становится менее интересным для наблюдения, а учитывая, что играть можно пятьдесят, шестьдесят, семьдесят часов или больше, это удивительно». Atlus U.S.A. не стала убирать «Вызывателей» из Persona 3 для международного выхода, несмотря на возможные проблемы. Нич Марагос заявил в одном из подкастов 1UP.com, что компания никогда не получала никаких писем от возмущённых родителей из-за них.
Persona 3 была названа Famitsū лучшей ролевой игрой 2006 года, а GameSpot и RPGFan — 2007. GameSpy дал ей титул «Лучшая ролевая игра для PS2 2007 года» и поместил второй в списке 10 лучших игр года для PS2. IGN поставил Persona 3 FES на 15 место в своём списке «Лучшие 25 игр всех времён на PS2». Награды за 2007 год от 1UP.com, чей список был опубликован в мартовском номере Electronic Gaming Monthly, включали для Persona 3 титул «Самая спорная игра, так и не создавшая споров». В 2010 году Persona 3 была первой в списке RPGamer «Лучшие RPG десятилетия» и второй в RPGFan «Лучшие 20 ролевых игр прошедшего десятилетия» после Shin Megami Tensei: Digital Devil Saga и Digital Devil Saga 2.

## Связанные произведения
Неканоническое ответвление сюжета Persona 3 было представлено в аниме, названном Persona: Trinity Soul, демонстрировавшегося в Японии с января 2008 года и длящегося 26 серий. Его действия разворачиваются десять лет спустя событий игры. Среди его второстепенных персонажей появляется Акихико. Также по игре Сюдзи Согабэ была создана манга, выходившая ежемесячно в журнале Dengeki Maoh. Фигурки некоторых персонажей были выпущены японской компанией Kotobukiya, специализирующейся на коллекционных игрушках. В том числе были созданы фигурки главного героя, Айгис, Мицуру и Акихико, некоторые детали фигурок можно было менять, например, оружие. Alter, другая японская компания, занимающаяся коллекционными игрушками, выпустила фигурки Элизабет, Айгис и Мицуру в масштабе 1:8. Наушники, в которых появлялся главный герой продавались компанией Audio-Technica, модель ATH-EM700 (только для Японии).
Несколько выпусков радиопостановок, основанных на Persona 3 и Persona 3: FES, вышли в Японии. Persona 3 Drama CD: A Certain Day of Summer повествовала о событиях игры, а роли в ней исполняли актёры, озвучивавшие саму игру. Persona 3 Drama CD Vol. 2 -Moonlight- соединяла сюжет Persona 3 и эпилог, представленный в Persona 3: FES. С февраля по июнь 2008 года на пяти CD вышла серия постановок о персонажах. Издания соответственно были посвящены главному герою и Рёдзи; Дзюмпэю и Тидори; Фуке, Кэну и Айгис; Юкари и Мицуру; и последняя — Акихико, Синдзиро и Коромару. В начале 2009 года на двух дисках вышла побочная история о Мицуру.
| Persona 3 Drama CD Vol. 1 -Daylight-        | 21 марта 2007   | [ 114 ] |
| Persona 3 Drama CD: A Certain Day of Summer | 25 апреля 2007  | [ 105 ] |
| Persona 3 Drama CD Vol. 2 -Moonlight-       | 25 мая 2007     | [ 106 ] |
| Character Drama CD — Persona 3 Vol.1        | 28 февраля 2008 | [ 107 ] |
| Character Drama CD — Persona 3 Vol.2        | 27 марта 2008   | [ 108 ] |
| Character Drama CD — Persona 3 Vol.3        | 23 апреля 2008  | [ 109 ] |
| Character Drama CD — Persona 3 Vol.4        | 21 мая 2008     | [ 110 ] |
| Character Drama CD — Persona 3 Vol.5        | 25 июня 2008    | [ 111 ] |
| Drama CD «Persona 3» New Moon               | 23 января 2009  | [ 112 ] |
| Drama CD «Persona 3» Full Moon              | 25 февраля 2009 | [ 113 ] |